# Sergej Kirov
Sergej Mironovitj Kirov (ursprungligen Kostrikov), född 27 mars 1886 i Ursjum i guvernementet Vjatka, död 1 december 1934 i Leningrad, var en rysk kommunist och sovjetisk politiker.

## Biografi

### Karriären
Han förlorade sina föräldrar tidigt och växte upp hos sin mormor men även på barnhem. Mellan 1901 och 1904 gick han en yrkesskola i Kazan och utbildade sig till mekaniker. 
Kirov anslöt sig i den sibiriska staden Tomsk till den ryska socialdemokratiska rörelsen 1904, blev invald i den lokala partistyrelsen 1905 och deltog aktivt i revolutionen 1905, bla genom att engagera sig i partiets beväpning.  År 1906 fängslades han och frigavs först 1909.  År 1911 häktades han igen men frigavs av brist på bevis. Året därpå 1912 gick han med i bolsjevikpartiet och efter oktoberrevolutionen 1917 stred han i inbördeskriget.
I februari 1920 satte centralkommittén upp en byrå för återinförandet av Sovjetstaten i norra Kaukasus, med Ordzjonikidzeh som ordförande och Kirov som vice. 1921 slog en röda-armé invasion ner självstyret. 1921-1926 var Kirov sekreterare i Azerbajdzjans centralkommitté. Han blev ordinarie medlem i denna 1923. Därefter trädde han fram som en av de viktigare politikerna i bolsjevikpartiet, bland annat i egenskap av partisekreterare i Leningrad från 1926, då zinovjeviterna blev utgallrade. Under åren 1929–1933 var han en av Stalins närmaste män och stödde dennes politik, speciellt avseende kollektiviseringen. 
Efter kommunistpartiets 17:e kongress i februari 1934 framträdde Kirov själv alltmer som en viktig maktfaktor i Sovjetunionen.

### Mordet på Kirov
Den 1 december 1934 mördades Kirov på sitt kontor av Leonid Nikolajev. Han hade två gånger tidigare anhållits i Kirov närhet, beväpnad med revolver men försatts på fri fot - av Zaporozjets, chef för Leningrads NKVD - trots protester från  vaktstyrkan.
Han hade gått in i kommunistpartiet 1920 och deltagit i stadspatrullernas konfiskering av spannmål. I början av 1934 mobiliserade den lokala partiorganisationen sina medlemmar för traktorstationer, järvägsarbeten mm. Nikolajevnfick order om att inställa sig men vägrade av hälsoskäl, varvid han uteslöts ur partiet för diciplinbrott, en bestraffning som upphävdes efter två månader.
Det finns inga belägg för att Nikolajev haft svårigheter med partiet, vare sig med Zinovjevoppositionen (som kontrollerade Leningrad till 1926) eller till fd medlemmar i denna opposition och som sedan länge fått återinträde i partiet. Ett motiv för dådet, som anförts, att Nikolajev hade uteslutits ur kommunistpartiet tidigare i mars 1934 är därför mindre troligt. 
Chrustjov uttalade i sitt hemliga tal på Sovjetunionens Kommunistiska Partis 20:e kongress följande:
”Efter det ondskefulla mordet på S.M. Kirov började massrepressalierna och de grova brotten mot socialistisk rättsuppfattning. Redan kvällen 1 december 1934 [alltså bara någon timme efter mordet, Ö.a.] utfärdade presidiesekreteraren i Sovjetunionens Centrala exekutivkommitté, Jenukidze, på Stalins begäran (utan beslut i Politbyrån som sammanträdde först två dagar senare) följande direktiv:
"1) De rannsakande myndigheterna skall skyndsamt väcka åtal mot de anklagade för att ha förberett eller utfört terrordåd.
2) De rättsskipande organen skall inte dröja med att utfärda domar enligt lagens strängaste straff, därest brottslingar av denna kategori begär nåd, eftersom presidiet för Sovjetunionens Centrala exekutivkommitté anser det omöjligt att ta en sådan begäran under prövning.
3) Organen inom Folkkommissariatet för inrikesärenden skall utan dröjsmål verkställa domar enligt lagens strängaste straff mot brottslingar av ovan nämnda kategori, så snart dom har fallit".
Detta direktiv tjänade som grund för massomfattande brott mot all socialistisk rättsskipning. I många av de förfalskade akterna från dessa förundersökningar hade man lagt till orden "förberedelse av terrordåd" och detta tillägg berövade de anklagade varje möjlighet att få en omprövning av sin sak t.o.m. i de fall, när de åtalade i själva rättssalen tog tillbaka sina avtvingade "erkännanden" och på ett övertygande sätt tillbakavisade allt de anklagades för”.
Pjotr Jakir frågar sig hur kunde det komma sig att man utfärdade denna mot konstitutionen stridande lag samma dag som Kirov mördades och undersökningen av fallet ännu inte var avslutad? Lagen måste ha förberetts tidigare, men för att införa den måste man ha en anledning, vilket indirekt bevisar att Kirov mördades på Stalins order.
Stalin och Kirov
+ 1932 presenterade  Rjutin det sk Rjutinprogrammet; ett 200-sidigt dokument vilket spreds i partikretsarna. Programmet rekommenderade ekonomisk reträtt, minskning av industriinvesteringarna och återställande av friheten för bönderna att lämna kolchoserna. Men framförallt ägnades kritiken av Stalin ett 50-sidigt utrymme. Det beskriver Stalin som ”den ryska revolutionens onda genius som driven av personlig makt- och hämndlystnad fört revolutionen till undergångens brant”. Stalin hade önskat att OGPU skulle skjuta Rjutin men ärendet överlämnades till partiets centrala kontrollkommission. Kirov hade där talat med ”synnerlig kraft mot tillämpning av dödsstraff”, vilket vann politbyråns gehör. Zinovjev och Kamenev blev så 1932 uteslutna ur partiet för att ha diskuterat Rjutins ’tribun’ samt deporterades till Ural, dock återintagna igen 1933. Vid centralkommitténs möte i januari togs beslut om utrensning inom partiet varvid 800000 medlemmar 1933 förlorade sitt medlemskap. 1934 ytterligare 340000 individer.
+ Vid centralkommitténs möte i januari 1933 uteslöts A.P Smirnov mfl då de anklagades för att ha bildat en antipartistisk grupp. Smirnov var en gammelbolsjevik från 1896. De hävdade behovet av en revision av de snedvridna industrialiseringsplanerna, inordna OGPU under partikontroll, oberoende för fackföreningsrörelsen. Även nu försökte Stalin få motståndsmännen skjutna. Kirov, Ordzjonikidze mfl visade sin avsky för förslaget att avrätta framstående partimedlemmar, vilket åter vann framgång.  
Kirov började i detta sammanhanget förfäkta en försonligare politik mot bönderna, trots att han stod bakom kollektiviseringen. En försonlighet både inom partiet och mellan oppositionen och parti. En grupp äldre delegater samlades och önskade att Kirov skulle påta sig rollen som generalsekreterare, vilket han dock avvisade. Vid 17:e partikongressen sägs Stalin ha mött starkt motstånd. Officiellt var endast 3 av 1966 delegater emot Stalin. I Mikojans memoarer som publicerades först 1987 avslöjades dock att Kirov fått 300 fler röster än Stalin. Tidskriften Ogonjok omtalar att Kirov hade påtalat detta för Stalin vilken reagerat fientligt och hotade att hämmas på hela kongressen. Chrustjov påtalade att under de följande åren sköts 1108 av de 1966 delegaterna som ’folkets fiender’.
Efter mordet anklagade Stalin trotskister för att ligga bakom mordet och påbörjade en utrensning av sina politiska motståndare. Följden blev att många av de ursprungliga medlemmarna i kommunistpartiet fängslades och avrättades i Moskvarättegångarna. Det är idag oklart om det verkligen fanns några andra bakom mordet än Nikolajev själv och i så fall vilka som deltog i konspirationen. En del historiker hävdar att det i själva verket var Stalin själv som låg bakom mordet på Kirov, medan andra historiker menar att det inte finns tillräckligt med bevis för något sådant samband.
Flera orter i Sovjetunionen uppkallades efter Kirov.